# Atonia albifacies
Atonia albifacies är en tvåvingeart som beskrevs av Hermann 1912. Atonia albifacies ingår i släktet Atonia och familjen rovflugor. Inga underarter finns listade i Catalogue of Life.